# دی مول
دی مول (به انگلیسی: D mol) گروه موسیقی مونته‌نگرویی است.
آن‌ها نماینده مونته‌نگرو در یوروویژن ۲۰۱۹ بودند.